# Angiolello Duri
Angiolello Duri (secondo alcuni Angiolello Durani) è un personaggio leggendario che secondo una consolidata tradizione orale, ripresa da alcuni testi ottocenteschi, nella seconda metà del XVI secolo assurse a notorietà raggiungendo il titolo di Visir dell'impero ottomano. Secondo questa tradizione, il Duri, nativo di Cicala sarebbe stato fatto prigioniero dai Turchi da giovinetto e convertitosi all'Islam si sarebbe distinto nell'esercito ottomano fino ad essere elevato da Maometto III al grado di Visir.
Analisi storiche fatte nel corso del tempo hanno ipotizzato che la figura di Angiolello Duri probabilmente non sia mai esistita. Diversi storici, tentando di trovare un riscontro reale, hanno ipotizzato l'identificazione della sua figura con Scipione Cicala, di cui resta il dubbio del luogo di nascita (si ipotizza Messina, Genova o Tiriolo), ma non è da escludere che il luogo di nascita sia proprio il paese calabrese.